# Nikolaj Borisovič Jusupov
Principe Nikolaj Borisovič Jusupov (in russo Николай Борисович Юсупов?; Mosca, 26 ottobre 1750 – Mosca, 15 luglio 1831) è stato un diplomatico russo.

## Biografia

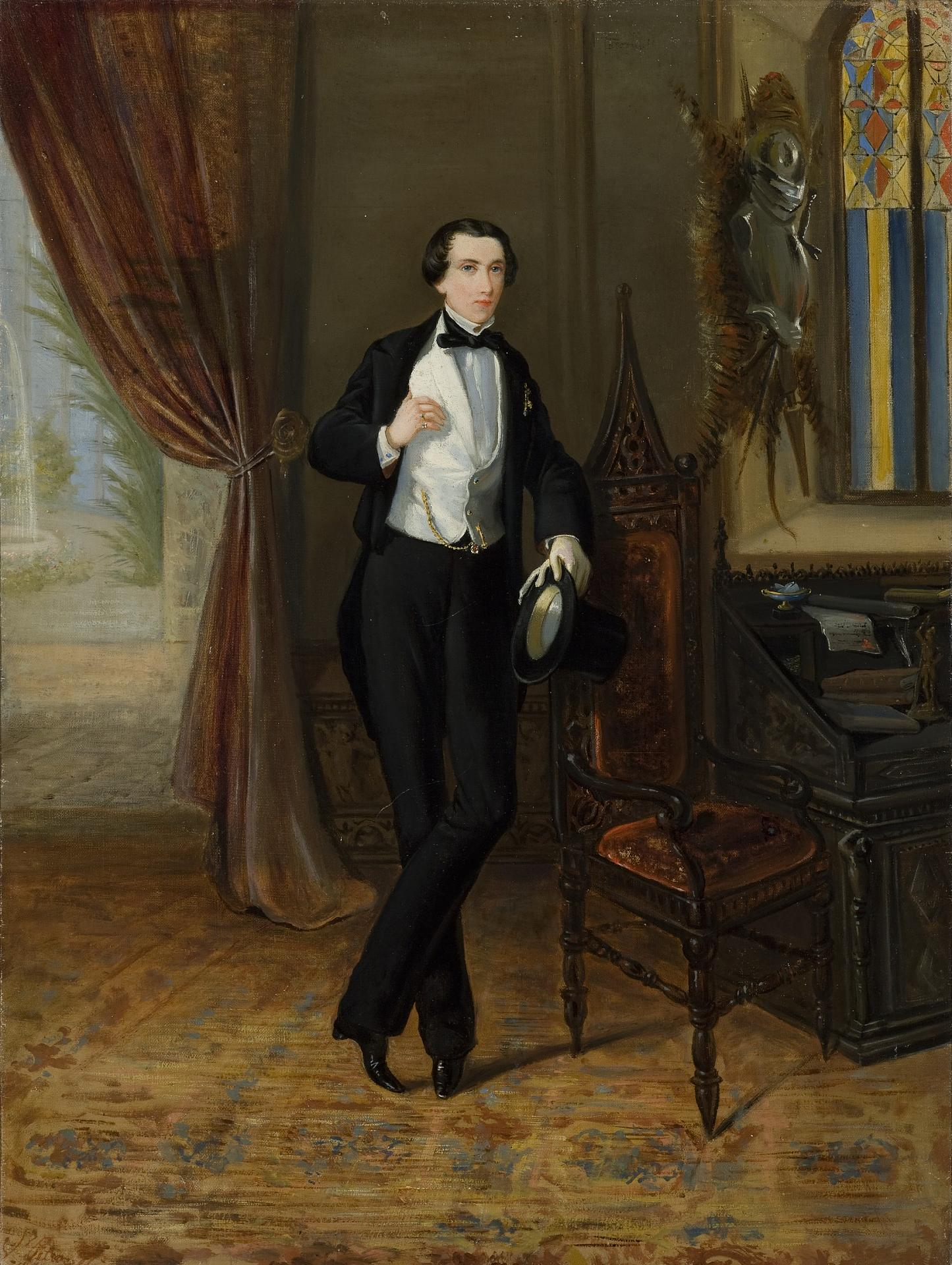
Ritratto del Duca N.B. Juspov dipinto da Vincenzo Petrocelli nella collezione del Museo Ermitage di San Pietroburgo

Figlio unico di Boris Grigor'evič Jusupov, e di sua moglie, Irina Zinov'eva.
Diplomatico dal 1783 al 1789, nel 1788 venne nominato senatore. Dal 1791 al 1796 fu Direttore dei Teatri Imperiali sotto l'egida di Caterina la Grande, Paolo I e Alessandro I. Dal 1796 Consigliere civile, ha lavorato nel 1797 come direttore dell'Hermitage e per l'Armeria del Cremlino. Ministro della Proprietà dello Stato dal 1800 al 1816. Dal 1823 fu membro del Consiglio di Stato.
Fu un mecenate delle arti e appassionato di viaggi, parlava cinque lingue e intratteneva una corrispondenza con Voltaire. Come diplomatico, il principe viaggiò in tutta Europa, in Francia e a Versailles, dove incontro' Luigi XVI e Maria Antonietta, in Prussia, dove incontro' Federico il Grande, in Austria, dove ha incontrato l'imperatore Giuseppe II, e in Italia. In Italia commissionò per conto della regina Caterina II una copia della celebre statua Amore e Psiche, che fu portata in Russia nel 1802. Durante i suoi viaggi acquisto' una grande collezione d'arte per lo zar, in qualità di mediatore con gli artisti europei.
Raccolse anche una propria collezione di dipinti e oggetti d'arte, fino a raggiungere lo stesso livello di qualità di quella imperiale. La sua divenne una delle più ricche collezioni della Russia, comprendente oltre 600 dipinti, tra cui molti paesaggi, sculture, più di 20.000 libri e porcellane, la maggior parte dei quali esposti nella sua tenuta. Dopo la Rivoluzione del 1917 la sua vasta collezione fu suddivisa e collocata in diversi musei, anche se la maggior parte di essa è conservata presso l'Hermitage e il Museo Puškin. Nel 1809 commissionò a Jacques-Louis David l'opera Saffo e Faone. Nel 1810 acquistò il palazzo Archangel'skoe, trasformandolo in un lussuoso palazzo.

## Matrimonio
Nel 1793 sposò Tatiana Engelhardt (1769-1841), vedova di Michail Sergeevič Potëmkin. Ebbero due figli:
- Boris (1794-1849);
- Nikolaj.

## Morte
Morì il 15 luglio 1831, durante un'epidemia di colera che colpì Mosca.